# Muricea formosa
Muricea formosa is een zachte koraalsoort uit de familie Plexauridae. De koraalsoort komt uit het geslacht Muricea. Muricea formosa werd in 1869 voor het eerst wetenschappelijk beschreven door Verrill. 